# Santo Domingo (Álava)
Santo Domingo es un despoblado que actualmente forma parte de la localidad de Salvatierra, que está situada en el municipio de Salvatierra, en la provincia de Álava, País Vasco (España).

## Historia
Documentado desde el siglo XVIII, se hallaba a orillas del río Zadorra. Se desconoce cuándo se despobló.